# Me-Yarr-Oll
Die Me-Yar-Oll ist eine Keule aus Australien.

## Beschreibung
Die Me-Yar-Oll besteht aus Hartholz. Sie ist flach und paddelförmig gearbeitet. Eine Seite der Schlagfläche ist konvex, die andere konkav und hat Tropfenform. Der Querschnitt ist dem des Bumerang ähnlich. Die Schlagränder sind flach und scharf gestaltet. Das Schaftende das als Griff dient, ist in der Form einer Fischflosse gestaltet und mit farbigen Mustern verziert.
Die Me-Yar-Oll wird als Waffe und zeremonieller Gegenstand bei Initiationsriten benutzt. Auf der hier nicht sichtbaren konvexen Seite ist in der Regel eine Figur aufgemalt, die die Keule in der Hand hält. Die Me-Yar-Oll wird von den Aborigines in Australien benutzt.